# しまぎん・中央しんきんネットサービス
しまぎん・中央しんきんネットサービス（しまぎん・ちゅうおうしんきんネットサービス）は、島根銀行・島根中央信用金庫との間のATM･CD利用手数料無料提携サービスのことである。

## 対象金融機関
- 島根銀行
- 島根中央信用金庫

ただし本サービスの他、別の無料提携サービス（島根に関しては他に鳥取銀行（さんいんクロスネットサービス）ともATM利用手数料無料提携をしている他、島根中央信金に関しては山陰合同銀行（さんいんネットサービス）ともATM利用手数料無料提携、他信用金庫相互間に関してはしんきんATMゼロネットサービス等がある。）が適用される場合がある。

## 利用時間と手数料
- 平日 8:45 - 18:00の入出金：無料
- 平日 8:00 - 8:45と18:00 - 21:00の入出金、土曜・日曜・祝日 9:00 - 17:00の入出金：110円

## 対象ATM
- 上記対象金融機関が単独で設置しているATM
- 共同ATMの内、上記対象金融機関の何れかが幹事となるATM

- 島根県以外では以下のATMが対象となる。
  - 島根銀行
    - 鳥取支店（鳥取県鳥取市）
    - 鳥取駅南支店（鳥取県鳥取市）
    - 倉吉支店（鳥取県倉吉市）
    - パープルタウン出張所（鳥取県倉吉市）=ATMのみ
    - 米子支店（鳥取県米子市）
    - 米子駅前支店（鳥取県米子市）
    - 角盤町支店（鳥取県米子市）
    - 米子東支店（鳥取県米子市）
    - ジャスコ日吉津店出張所（鳥取県西伯郡日吉津村）=ATMのみ
    - 境支店（鳥取県境港市）
    - 根雨支店（鳥取県日野郡日野町）

### 対象外ATM
以下のATMは本サービスの対象外となり、下記該当金融機関以外は通常の他行（MICS）利用手数料がかかるので注意が必要である。
- 共同ATMのうち、上記対象金融機関以外が幹事となるATM。以下に例示する。
  - 中国労働金庫幹事で島根銀行が参加する下記の共同ATM
    - 日ノ丸自動車鳥取営業部
    - 日ノ丸自動車倉吉営業所
    - 境港市役所
    - NTT西日本島根支店
    - 松江市立病院
    - 松江市総合体育館

など

## 備考
- 通帳利用取引・当座預金口座のキャッシュカード及び法人キャッシュカードによる利用はそれぞれの自行ATMのみとなる。
- 1月1日 - 3日・5月3日 - 5日は各行（一部金融機関を除く）共にATMを稼動させているが、この期間は提携ネットワーク（MICS）が休止している為にそれぞれの自行ATMでしか利用出来ない（ただし5月3日 - 5日の内の日曜はMICSは通常稼動する為に利用出来る。）。

## 沿革
- 2002年（平成14年）4月22日 - 島根銀行・出雲信用組合との間の「しまぎん・いずしんネットサービス」としてサービス開始。
- 2006年（平成18年）11月6日 - 島根中央信用金庫と出雲信用組合が合併して島根中央信用金庫となり、名称変更。